# Sainte-Colombe-sur-Loing
Sainte-Colombe-sur-Loing korábbi község (település) Franciaországban, Saône-et-Loire megyében. 2019. január 1-jén Treigny községgel egyesült és Treigny-Perreuse-Sainte-Colombe új község része lett.
Lakosainak száma 201 fő (2018. január 1.). Sainte-Colombe-sur-Loing Thury, Lainsecq, Moutiers-en-Puisaye, Saints-en-Puisaye és Treigny községekkel határos.

## Népesség
A település népessége az elmúlt években az alábbi módon változott:
| Lakosok száma | 197  | 201  | 201  | 201  |
|               | 2013 | 2015 | 2017 | 2018 |